# Los Santos de Maimona
Los Santos de Maimona este un oraș din Spania, situat în provincia Badajoz din comunitatea autonomă Extremadura. Are o populație de 8.087 de locuitori (2007).
1. ↑  Nomenclátor Geográfico de Municipios y Entidades de Población (20240402 edition)